# Privilegia clericorum
I privilegia clericorum sono le particolari prerogative che secondo il diritto canonico spettavano a coloro che avevano ricevuto gli ordini sacri, cioè i chierici, e che sono stati ribaditi nel Codice di diritto canonico del 1917.

## Evoluzione storica
Di fatto, con la progressiva laicizzazione dei vari ordinamenti giuridici, i privilegia si sono ridotti, in buona parte, a mere affermazioni di principio, con scarse conseguenze pratiche.

## Tipologie di privilegia
Privilegium canonis
Previsto dal canone 119, comminava la scomunica al laico che compiva una ingiuria reale cioè una percossa nei confronti dei chierici. Il nome deriva da un antico canone che recitava Si quis, suadente diabolo, clericum percutit, anatema esto.
Privilegium fori
Previsto dal canone 120, riservava al tribunale ecclesiastico il contenzioso sia civile che penale.
Privilegium immunitatis
Previsto dal canone 121, esentava i chierici dal prestare servizio militare ed altri incarichi civili.
Privilegium competentiae
Previsto dal canone 122, permetteva di mantenere «quanto necessari all'onesto sostentamento» ai chierici debitori nei confronti di terzi per il loro onesto sostentamento (cf. c. 122).